# Ministerscrisis
Een ministerscrisis ontstaat als een minister om politieke of persoonlijke redenen moet aftreden.
Er kunnen diverse redenen zijn waarom een bewindspersoon tussentijds aftreedt. Er kan een conflict optreden met de collega's over het te voeren beleid, de Tweede Kamer kan het vertrouwen opzeggen, of er kunnen persoonlijke redenen aan vertrek ten grondslag liggen. Daarnaast worden bewindslieden soms in andere (meestal internationale) functies benoemd.
Opvallend is dat vrijwel nooit expliciet het vertrouwen wordt opgezegd, maar dat bewindslieden meestal zelf (na ernstige kritiek) aanleiding zien om op te stappen.
Niet zelden leidt een ministerscrisis tot een kabinetscrisis.